# اچ‌ام‌اس میدستون (۱۹۳۷)
اچ‌ام‌اس میدستون (۱۹۳۷) (به انگلیسی: HMS Maidstone (1937)) یک کشتی بود که طول آن ۴۹۷ فوت (۱۵۱ متر) بود. این کشتی در سال ۱۹۳۷ ساخته شد.